# Доленя Пирошиця
Доленя Пирошиця (словен. Dolenja Pirošica) — поселення в общині Брежиці, Споднєпосавський регіон, Словенія. Висота над рівнем моря: 149,9 м.